# محمدرضا امیدسالار
محمدرضا امیدسالار (زاده ۱۲۸۷ خورشیدی) نماینده آباده در مجلس شورای ملی بود.
خاندان امیدسالار آباده گفته می شود در اصل از ابرقو (ابرکوه) و از نوادگان شاه اسماعیل سوم صفوی‌اند که پس از روی کار آمدن افغان‌ها به آباده تبعید شدند.  باغ امیدسالار ابرکوه که در اواخر دوره قاجار در محله نظامیه، باغ محله این شهر احداث شده، به این خانواده تعلق داشته است.
محمدرضا امیدسالار از شاگردان نظام وفا ادیب دوره‌های قاجار و پهلوی بود و در انتخابات هجدهمین دوره مجلس شورای ملی که در دی ۱۳۳۲ برگزار شد با کسب ۱۰۰۴۳ رأی از مجموع ۱۰۲۵۲ برگه رأی که به صندوقها ریخته شد، به نمایندگی از آباده به مجلس شورای ملی راه یافت.